# Bokaro (distrikt)
Bokaro, distrikt i den indiska delstaten Jharkhand. Administrativ huvudort är Bokaro Steel City. En ort i distriktet är Radhanagar, födelseplats för Raja Rammohun Roy.